# Франсіско Агірре
Франсіско Агірре (*1908-???) — парагвайський футболіст, півзахисник.
Більшу частину своєї кар'єри провів у «Олімпії» (Асунсьйон), учасник чемпіонату світу 1930.
 class="wikitable" style="font-size: 95 %"
| № | Дата              | Місце проведення        | Суперник  | Рахунок | Голи | Турнір               |
| 1 | 10 листопада 1929 | Буенос-Айрес, Аргентина | Аргентина | 1:4     | -    | Кубок Америки 1929   |
| 2 | 16 листопада 1929 | Буенос-Айрес, Аргентина | Перу      | 5:0     | -    |                      |
| 3 | 17 липня 1930     | Монтевідео, Уругвай     | США       | 0:3     | -    | Чемпіонат світу 1930 |
| 4 | 13 січня 1937     | Буенос-Айрес, Аргентина | Бразилія  | 0:5     | -    | Кубок Америки 1937   |

## Титули і досягнення
- Срібний призер Чемпіонату Південної Америки: 1929